# Acalolepta hingstoni
Acalolepta hingstoni är en skalbaggsart som först beskrevs av Gilmour 1956.  Acalolepta hingstoni ingår i släktet Acalolepta och familjen långhorningar.
Artens utbredningsområde är Tibet. Inga underarter finns listade i Catalogue of Life.